# Richard Morris Hunt
Pour les articles homonymes, voir Richard Hunt et Hunt.
Richard Morris Hunt né à Brattleboro (Vermont) le 31 octobre 1827 et mort à Newport (Rhode Island) le 31 juillet 1895 est un architecte américain.
Il appliqua la tendance éclectique et diffusa les préceptes de l'Académie des beaux-arts dans son pays. Frank Furness fut son élève. Richard Morris Hunt fut membre de l'Union League Club of New York.

## Biographie
Richard Morris Hunt s'établit quelque temps en France et voyage dans la vallée de la Loire où les châteaux de la Renaissance l'émerveillent. En 1854, il travaille à l'agrandissement du musée du Louvre confié à l'agence d'Hector Lefuel. Il revient aux États-Unis et ouvre un atelier-école à New York où il enseigne le style des Beaux-Arts.
Il est membre du jury de l'Exposition universelle de 1867 à Paris et le premier architecte américain mondialement connu. Il est nommé chevalier de la Légion d'honneur par la France pour sa conception du piédestal de la statue de la Liberté.

## Réalisations
Hunt travailla surtout pour le compte des grandes familles américaines, en particulier pour les Vanderbilt.
- Résidence de William Kissam Vanderbilt, 1881, New York, de style néo-Renaissance.
- Résidence d'Elleridge T. Gerry, 1891, New York.
- Château du domaine Biltmore, 1891-1895, près d'Asheville (Caroline du Nord).
- Marble House, 1892, résidence des Vanderbilt, Newport
- L'Administration Building, 1893, Chicago.
- Villas à Newport, dans le Rhode Island : maison de John N. Griswold, 1862.
- Façade du Metropolitan Museum of Art, New York.
- Piédestal de la statue de la Liberté, New York[3].
- Château de Montméry, Ambazac (Haute-Vienne), construit pour son ami le fabricant de porcelaine Théodore Haviland.

Réalisations de Richard Morris Hunt
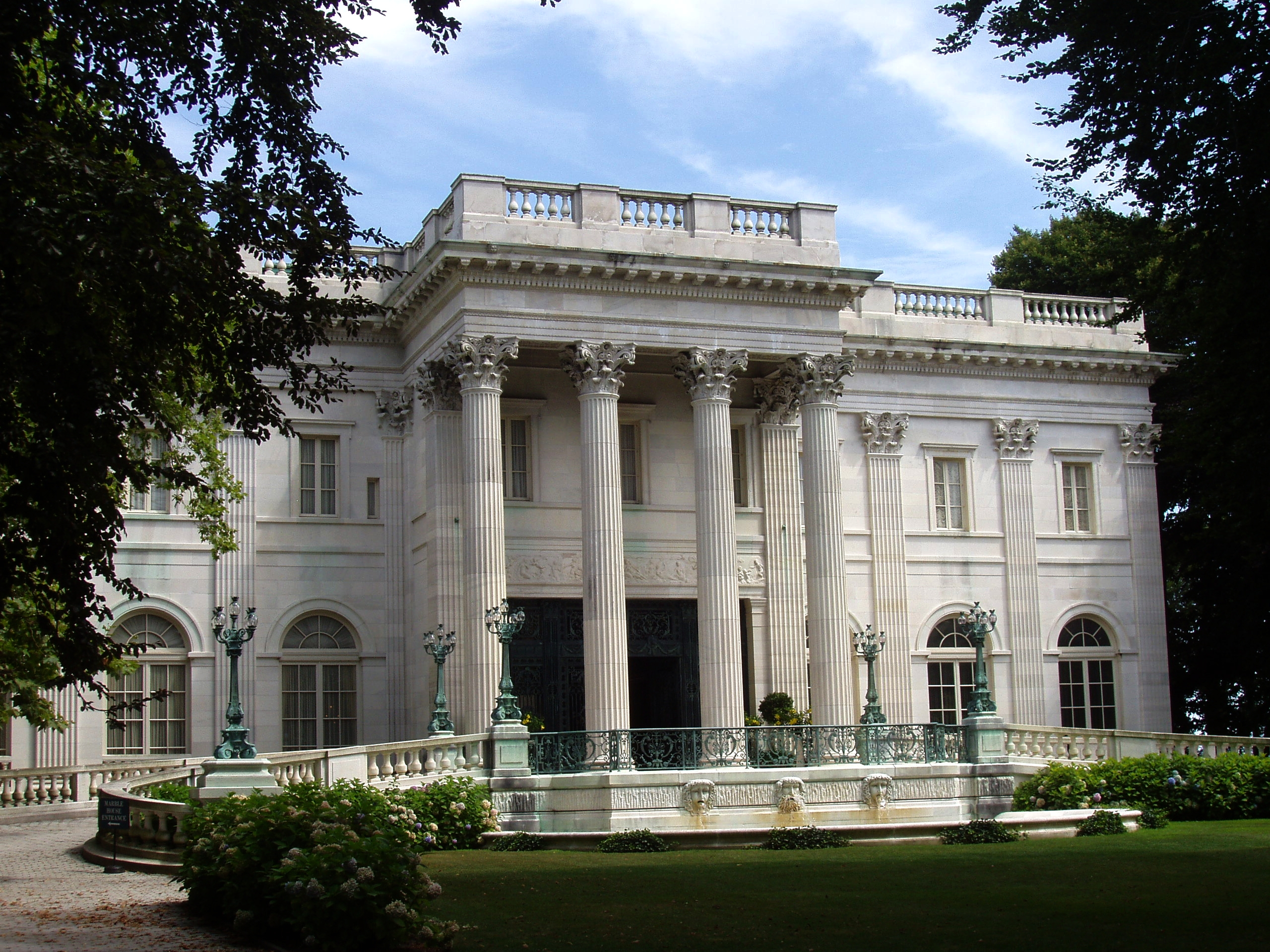
Marble House (1892), résidence des Vanderbilt, Newport.
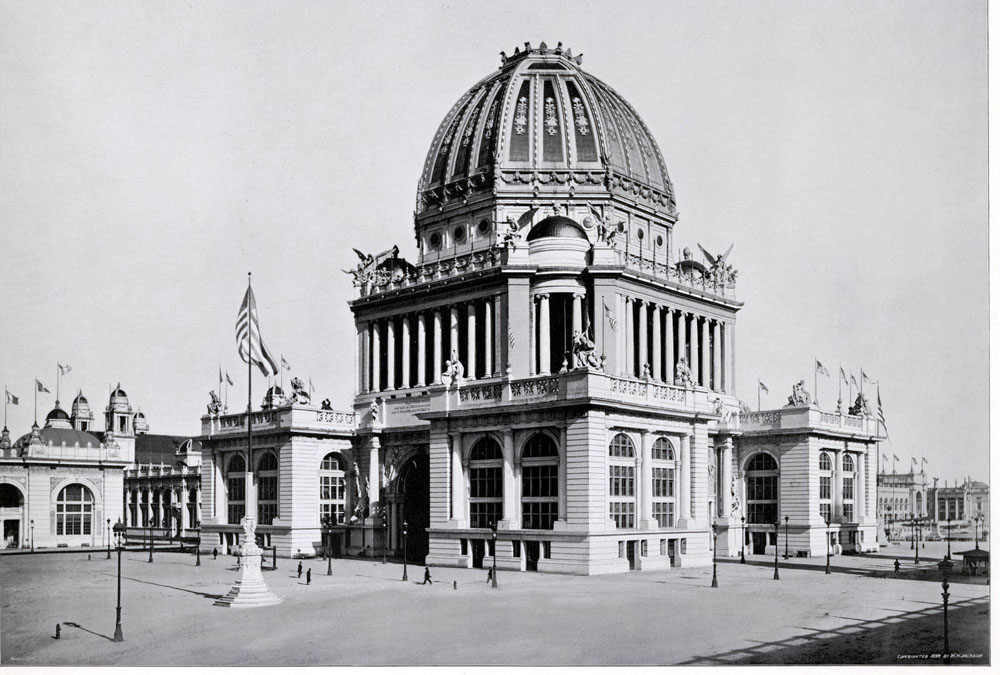
L'Administration Building (1893), Chicago.
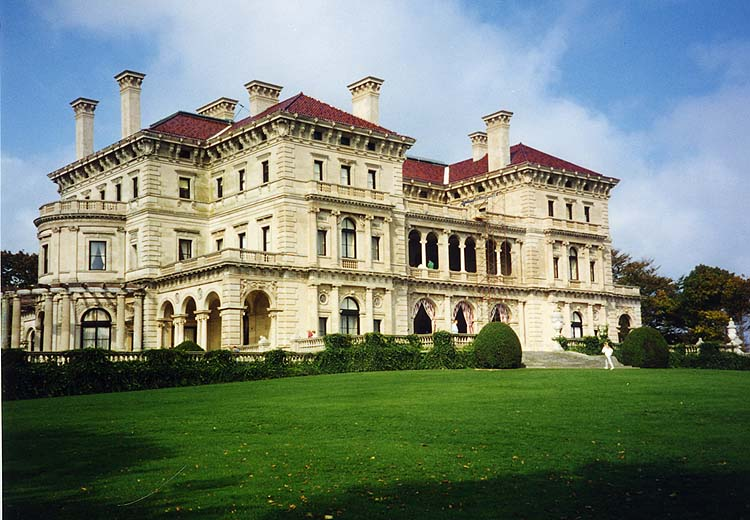
The Breakers (1895), Newport.